# Andrea (película)
Andrea es una película de Argentina filmada en Eastmancolor dirigida por Carlos Rinaldi según el guion de Ulyses Petit de Murat que se estrenó el 4 de octubre de 1973 y que tuvo como actores principales a Andrea Del Boca,  Ángel Magaña, Raúl Aubel y Mario Passano.

## Sinopsis
Una huerfanita de madre que vive al cuidado del abuelo en el Sur del país y el conflicto ocasionada por la llegada de su padre.

## Reparto
- Andrea Del Boca
- Ángel Magaña
- Raúl Aubel
- Mario Passano
- Paquita Más
- Clever Dusseau
- Julieta Magaña

## Comentarios
Mayoría escribió:

”La anécdota de Andrea sería pobrísima ya en tiempos de La guerra gaucha.”

El Mundo escribió:

”Andrea: la huerfanita que dio aquel mal paso…Mañana puede ser que aparezcan muñequitas….que al apretarles la barriguita digan: Estoy triste porque mi mamá se murió.”

Manrupe y Portela escriben:

”Enésima reiteración del esquema Heidi para lucimiento de la llorona estrella infantil, con vistas de El Calafate y Lago Argentino en la Provincia de Santa Cruz.”